# Jonas Edman
Jonas Inge Rikard Edman (* 4. März 1967 in Linköping) ist ein ehemaliger schwedischer Sportschütze. 2000 war er Olympiasieger im Liegendschießen mit dem Kleinkalibergewehr.

## Karriere
Jonas Edman begann 1985 mit dem Sportschießen. 1995 belegte er bei den Europameisterschaften in Boden den 15. Platz im Liegendschießen auf 300 Meter. Bei den Weltmeisterschaften 1998 in Barcelona belegte er auf 300 Meter den 16. Platz, im Liegendschießen auf 50 Meter wurde er Neunter. Mit der Mannschaft gewann er im liegenden Anschlag den Titel. 1999 belegte er auf 300 Meter den 14. Platz bei den Europameisterschaften, im 50-Meter-Liegendschießen erreichte er den siebten Platz. Bei den Olympischen Spielen 2000 in Sydney belegte er Rang 20 im Dreistellungskampf über 50 Meter. Im Liegendschießen erzielte er mit seinem Keppeler Kleinkaliber-Freigewehr 599 Punkte in der Qualifikation und 102,3 Punkte im Finale, damit gewann er die Goldmedaille vor dem Dänen Torben Grimmel. 
2001 erhielt er im Liegendschießen Bronze bei den Europameisterschaften in Zagreb. Im gleichen Jahr gewann er das Weltcupfinale in München. 2002 siegte er beim Weltcup in Atlanta. 2003 in Pilsen gewann er wie zwei Jahre zuvor Bronze bei den Europameisterschaften. Bei den Olympischen Spielen 2004 in Athen trat Edman noch einmal im Liegendschießen an, belegte aber nur Rang 32.